# Страудсбург (Пенсільванія)
Страудсбург (англ. Stroudsburg) — місто (англ. borough) в США, в окрузі Монро штату Пенсільванія. Населення — 5927 осіб (2020).

## Географія
Страудсбург розташований за координатами 40°59′1″ пн. ш. 75°11′50″ зх. д. / 40.98361° пн. ш. 75.19722° зх. д. (40.983522, -75.197225). За даними Бюро перепису населення США в 2010 році місто мало площу 4,51 км², з яких 4,47 км² — суходіл та 0,04 км² — водойми.

### Клімат
| Клімат : Страудсбург    | Клімат : Страудсбург | Клімат : Страудсбург | Клімат : Страудсбург | Клімат : Страудсбург | Клімат : Страудсбург | Клімат : Страудсбург | Клімат : Страудсбург | Клімат : Страудсбург | Клімат : Страудсбург | Клімат : Страудсбург | Клімат : Страудсбург | Клімат : Страудсбург | Клімат : Страудсбург |
| Показник                | Січ.                 | Лют.                 | Бер.                 | Квіт.                | Трав.                | Черв.                | Лип.                 | Серп.                | Вер.                 | Жовт.                | Лист.                | Груд.                | Рік                  |
| Абсолютний максимум, °C | 20,2                 | 24,9                 | 30,1                 | 34,6                 | 34,7                 | 35,1                 | 37,8                 | 37,0                 | 35,7                 | 31,0                 | 26,2                 | 21,6                 | 37,8                 |
| Середній максимум, °C   | 2,2                  | 4,2                  | 9,2                  | 16,3                 | 22,1                 | 26,6                 | 28,8                 | 27,9                 | 23,9                 | 17,5                 | 11,2                 | 4,6                  | 16,2                 |
| Середня температура, °C | −2,8                 | −1,2                 | 3,2                  | 9,5                  | 15,1                 | 19,9                 | 22,4                 | 21,6                 | 17,4                 | 11,0                 | 5,7                  | −0,1                 | 10,2                 |
| Середній мінімум, °C    | −7,8                 | −6,7                 | −2,8                 | 2,7                  | 8,1                  | 13,3                 | 16,0                 | 15,2                 | 10,9                 | 4,6                  | 0,1                  | −4,8                 | 4,1                  |
| Абсолютний мінімум, °C  | −27,8                | −22,6                | −18                  | −9,8                 | −2,6                 | 2,4                  | 5,8                  | 3,3                  | −1,2                 | −6,8                 | −14,4                | −21,7                | −27,8                |
| Норма опадів, мм        | 87                   | 76                   | 93                   | 105                  | 113                  | 115                  | 115                  | 112                  | 126                  | 121                  | 102                  | 104                  | 1268                 |
| Вологість повітря, %    | 69.3                 | 64.5                 | 59.9                 | 57.4                 | 61.8                 | 68.9                 | 68.8                 | 71.7                 | 72.7                 | 71.0                 | 69.4                 | 70.5                 | 67.2                 |
| ----------------------- | -------------------- | -------------------- | -------------------- | -------------------- | -------------------- | -------------------- | -------------------- | -------------------- | -------------------- | -------------------- | -------------------- | -------------------- | -------------------- |
| Джерело: PRISM          |                      |                      |                      |                      |                      |                      |                      |                      |                      |                      |                      |                      |                      |

## Демографія
Згідно з переписом 2010 року, у селищі мешкало 5567 осіб у 2385 домогосподарствах у складі 1200 родин. Густота населення становила 1234 особи/км². Було 2661 помешкання (590/км²).
Расовий склад населення:
| - 77,3 % — білих - 11,2 % — чорних або афроамериканців - 1,9 % — азіатів - 0,4 % — корінних американців - 5,6 % — осіб інших рас |

До двох чи більше рас належало 3,7 %. Частка іспаномовних становила 14,3 % від усіх жителів.
За віковим діапазоном населення розподілялося таким чином: 19,8 % — особи молодші 18 років, 66,2 % — особи у віці 18—64 років, 14,0 % — особи у віці 65 років та старші. Медіана віку мешканця становила 34,3 року. На 100 осіб жіночої статі у селищі припадало 90,7 чоловіків; на 100 жінок у віці від 18 років та старших — 87,3 чоловіків також старших 18 років.
Середній дохід на одне домашнє господарство становив 47 937 доларів США (медіана — 31 790), а середній дохід на одну сім'ю — 54 590 доларів (медіана — 46 250). Медіана доходів становила 35 491 долар для чоловіків та 44 241 долар для жінок. За межею бідності перебувало 34,7 % осіб, у тому числі 38,4 % дітей у віці до 18 років та 14,0 % осіб у віці 65 років та старших.
Цивільне працевлаштоване населення становило 2478 осіб. Основні галузі зайнятості: мистецтво, розваги та відпочинок — 30,0 %, освіта, охорона здоров'я та соціальна допомога — 21,2 %, роздрібна торгівля — 9,0 %, науковці, спеціалісти, менеджери — 7,8 %.